# Lijst van vlaggen van Kenia
Dit is een lijst van vlaggen van Kenia.

## Nationale vlag (perFIAV-codering)
|          | Civiele vlag | Staatsvlag | Oorlogsvlag |
| -------- | ------------ | ---------- | ----------- |
| Te land  | · ?          | · ?        | · ?         |
| Te water | · ?          | · ?        | · ?         |

## Militaire vlaggen
De oorlogsvlag staat reeds in de eerste tabel.
| Vlag                              | Periode      | Functie                           | Beschrijving |
| --------------------------------- | ------------ | --------------------------------- | --- |
| Vlag van de Keniaanse Luchtmacht. | 1964 - heden | Vlag van de Keniaanse Luchtmacht. | Een lichtblauw vaandel met de Keniaanse vlag in het kanton. In het uiteinde staat het roundel van de luchtmacht. |